# Wikipedia tiếng Anh đơn giản
Wikipedia tiếng Anh đơn giản (tiếng Anh: Simple English Wikipedia) là một phiên bản Wikipedia, một bách khoa toàn thư mở được viết chủ yếu bởi tiếng Anh cơ bản và tiếng Anh Học. Nó được ra mắt vào năm 2001, và là một trong bảy Wikipedia được viết bằng nhóm ngôn ngữ gốc Anh hoặc pidgin dựa trên tiếng Anh hoặc creole. Trang web có mục đích đã nêu là cung cấp bách khoa toàn thư cho "những người có nhu cầu khác nhau, chẳng hạn như sinh viên, trẻ em, người lớn gặp khó khăn trong học tập và những người đang cố gắng học tiếng Anh." Phong cách trình bày đơn giản của Wikipedia tiếng Anh đơn giản giúp ích cho người mới bắt đầu học tiếng Anh. Cấu trúc từ ngữ và ngữ pháp đơn giản hơn của Wikipedia tiếng Anh đơn giản có thể làm cho thông tin trở nên dễ hiểu hơn khi so sánh với Wikipedia tiếng Anh thông thường.

## Lịch sử
Wikipedia tiếng Anh đơn giản được ra mắt vào ngày 18 tháng 9 năm 2001.
Tài liệu từ Wikipedia tiếng Anh đơn giản đã hình thành cơ sở cho One Encyclopedia per Child, một dự án của One Laptop per Child đã kết thúc vào năm 2014.
Vào năm 2018, đã có một đề xuất dừng dự án Wikipedia tiếng Anh đơn giản với lý do "không có bằng chứng nào cho thấy dự án đang tiếp cận đối tượng mục tiêu". Tuy nhiên, sau khi thảo luận và bỏ phiếu bởi hơn 100 biên tập viên, quyết định đã được đưa ra là tiếp tục duy trì hoạt động của dự án này do cộng đồng biên tập viên vẫn hoạt động tích cực.
Tính đến tháng 7 2025, trang web này có hơn 271.000 trang nội dung, và có hơn 1.618.000 người dùng đã đăng ký, trong đó 1.385 người đã thực hiện chỉnh sửa trong tháng qua.

## Cấu trúc website
Các bài viết trên Wikipedia tiếng Anh đơn giản thường ngắn hơn so với Wikipedia tiếng Anh, thường chỉ trình bày thông tin cơ bản. Tim Dowling của tờ báo The Guardian giải thích rằng "phiên bản tiếng Anh đơn giản có xu hướng bám sát vào các sự kiện thường được chấp nhận". Giao diện của Wikipedia tiếng Anh đơn giản cũng được đơn giản hơn; chẳng hạn, liên kết "Bài viết ngẫu nhiên" ("Random article") trên Wikipedia tiếng Anh được thay thế bằng liên kết "Hiển thị trang bất kỳ" ("Show any page"); nhấp vào liên kết đỏ sẽ hiển thị thông báo "trang chưa được tạo" ("page not created") thay vì "trang không tồn tại" ("page does not exist").